# Cyclopeplus batesii
Cyclopeplus batesii är en skalbaggsart som beskrevs av Thomson 1860. Cyclopeplus batesii ingår i släktet Cyclopeplus och familjen långhorningar. Inga underarter finns listade i Catalogue of Life.